# شقراء

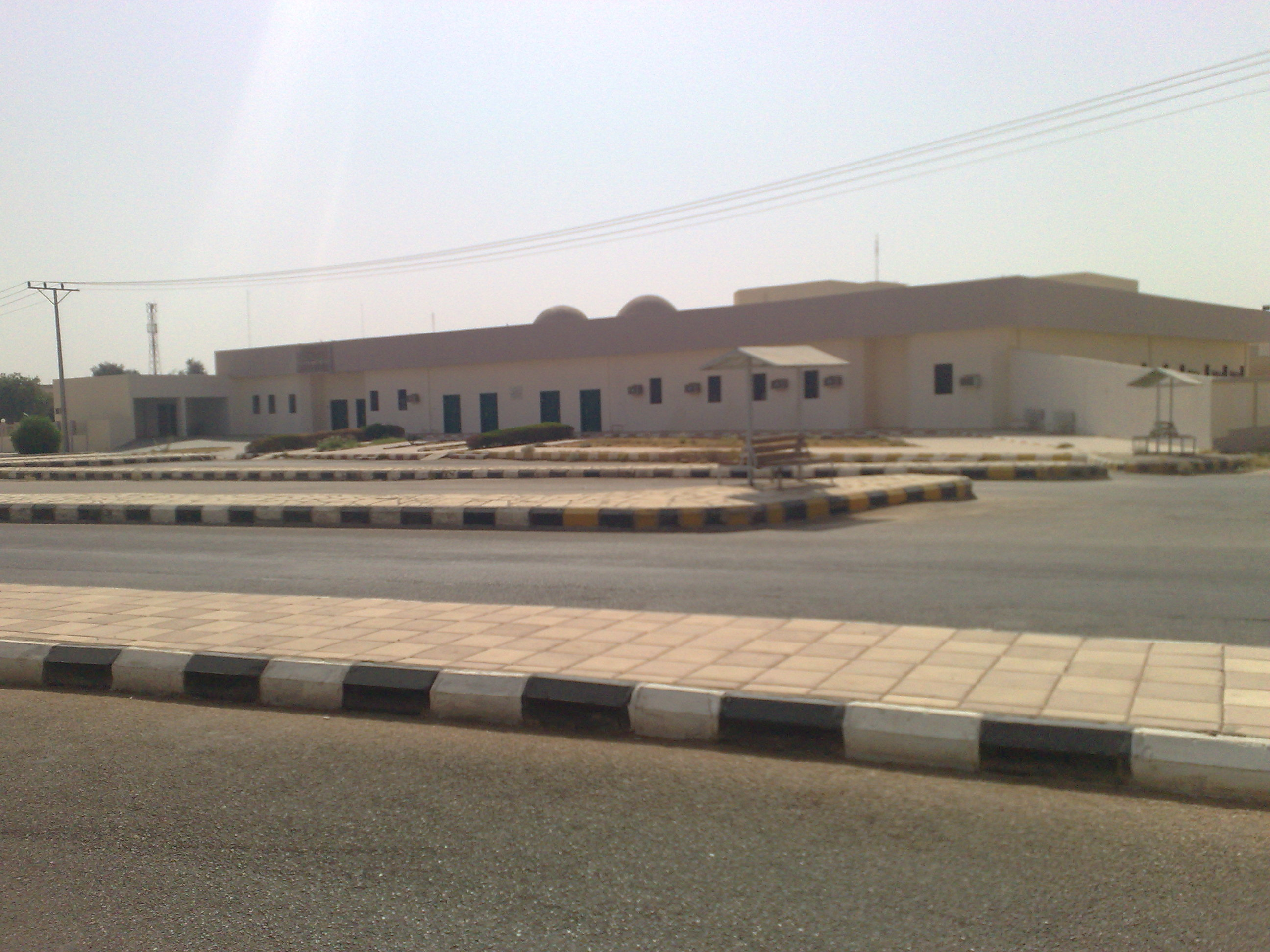
مستشفى محافظة شقراء

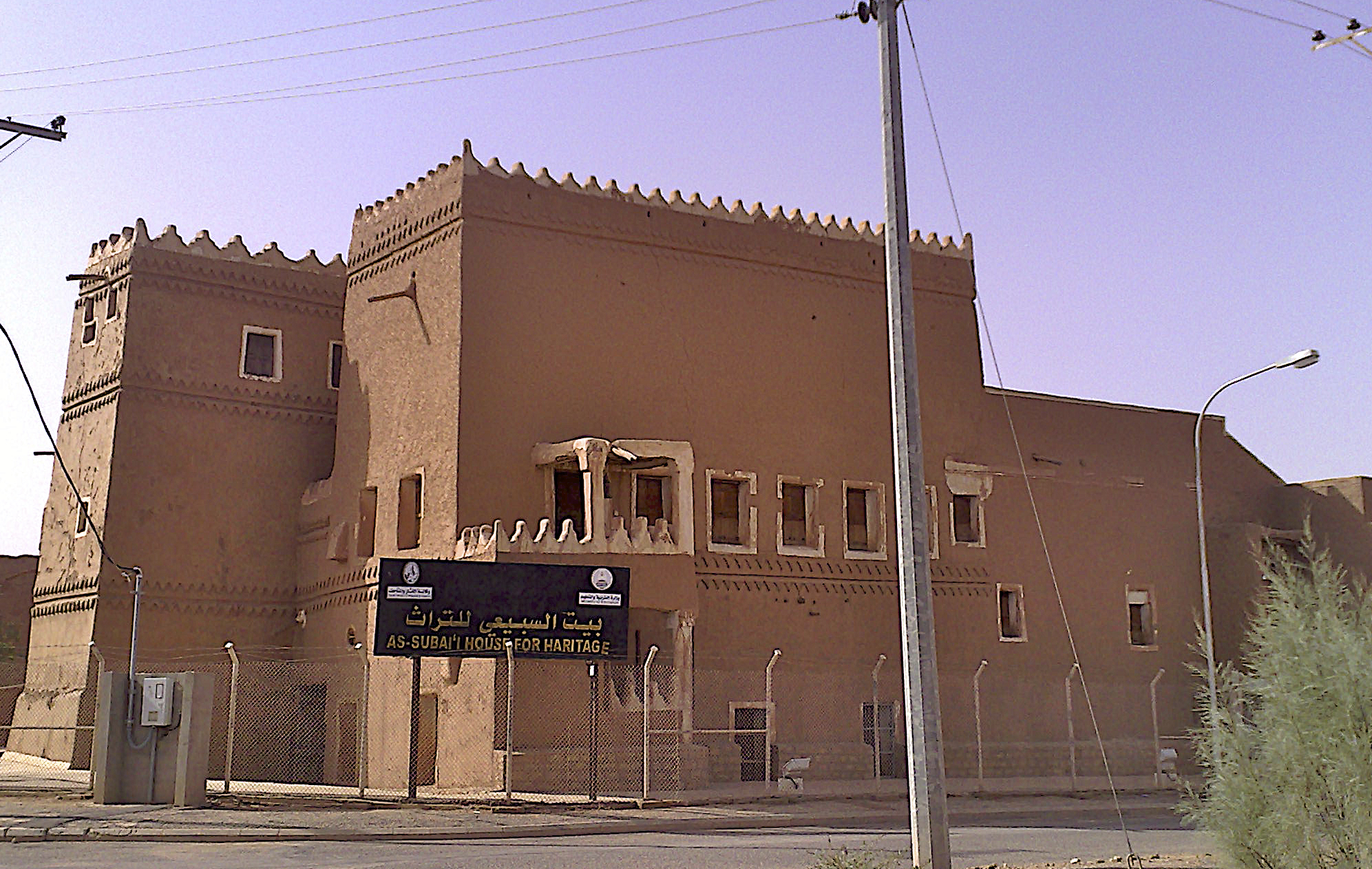
دار التراث

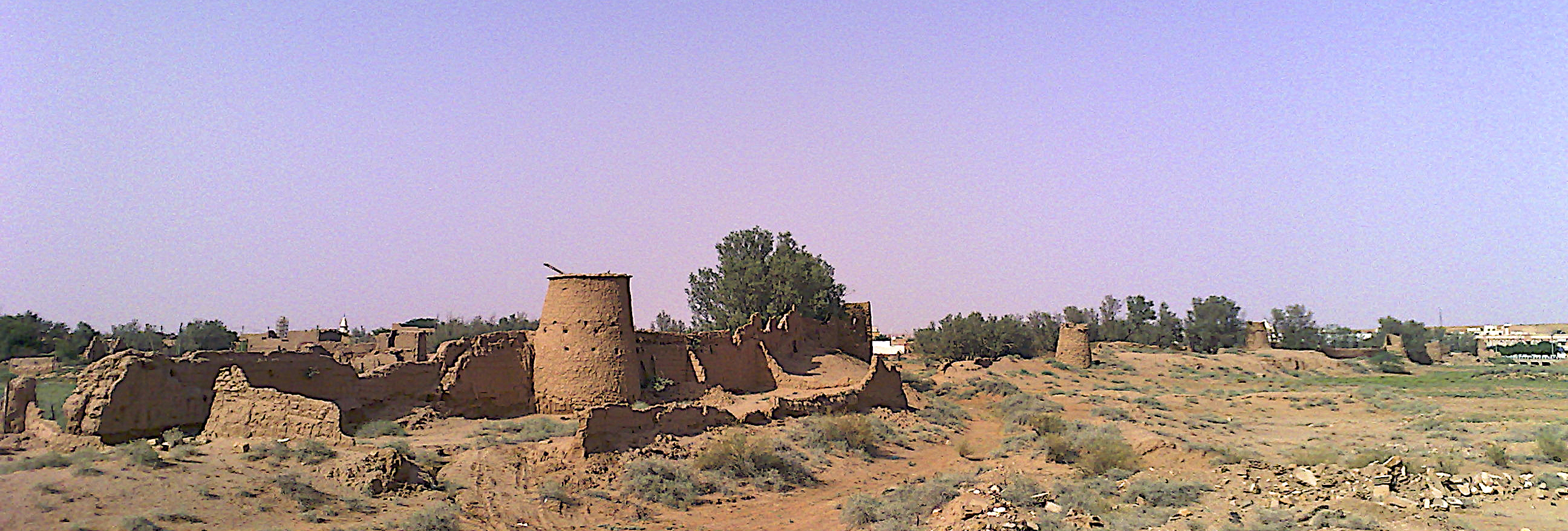
المتاريس

شقراء هي العاصمة الإدارية لمحافظة شقراء التابعة لمنطقة الرياض في المملكة العربية السعودية، وتقع على بعد حوالي 185 كم شمال غرب العاصمة الرياض. وهي قاعدة الوشم وحاضرة النشاط الإداري والتجاري فيها، وكانت شقراء نقطة توقف رئيسة على طريق الرياض - الطائف قبل افتتاح الطريق الجديد. وتعد أكبر مدن الوشم من حيث التجميع السكاني، والوشم معدود من أرض اليمامة، وهو واقع في جهتها الغربية الشمالية. أما موقعها الفلكي فإنها تقع عند تقاطع درجة العرض 15 و25 شمالاً مع خط الطول 15 و45 شرقاً، وذلك أنها تحتل موقعاً متوسطاً بين خطوط الطول ودوائر العرض في المملكة العربية السعودية التي تمتد شمالاً إلى خط عرض 32 وجنوباً إلى خط عرض 16.

## التسمية
أختلفت أسباب التسمية ووجودها في مؤلفات المؤرخين:
- ياقوت الحموي في معجم البلدان قال:«أن شقراء سميت باكمه فيها».
- يقول عبدالله بن خميس:"ربما الحقوا بها الالف واللام فقالوا: " الشقراء إذ يقع جنوبها هضبة شقراء تسمى الشقراء منذ القدم، فانتقلت الصفة والعلمية إلى المدينة وأهملت الهضبة".
- محمد بن بليهد في كتابه صحيح الأخبار مستعرضاً قول ياقوت الحموي:«أن الشقراء قرية لعدي وإنما سُميت الشقراء باكمه فيها: وهي مدينة من مدن الوشم واسمها شقراء، وقالوا أن شقراء سميت باسم هذه القارة الواقعة بين شقراء وذات غسل والقارة المذكورة شقراء المنظر».
- وقال عنها الهمداني في كتابه صفة جزيرة العرب:«الشقراء واعتبرها من مياه الوشم فهو يعتبر المنطقة باكملها من أعمال البحرين، ولذا ميز بين الشقراء باليمامة من أعمال البحرين وبين الشقراء في الجوف».
- ذكرها الأصفهاني (من علماء القرن الثالث الهجري) في كتابه بلاد العرب بقوله: «وأعظم موضع لعدي بعد الجفر الشقراء، وهي قرية من الوشم عظيمة»
- وفي مؤلفات التاريخ ذكرها حسين بن غنام الاحسائي في كتابه روضة الافكار والافهام لمرتاد حال الامام في حوادث عام 1170هـ
- وأشار إليها عبد الرحيم عبد الرحمن عبد الرحيم في كتابه الدولة السعودية الأولى إلى أن اهتمام إبراهيم باشا بشقراء وتركيزه العنيف اثناء الهجوم ثم إقامة مستشفى بها لعلاج المصابين.
- ذكرها عثمان بن بشر في تاريخه عنوان المجد في تاريخ نجد؛ فقد كان تاريخه سابقاً لمعاصرته لاحداثها مما عمل على انتقاءها من المؤرخين أمثال ابن غنام وابن بسام، وفي حوادث عامي 1232-1323 ذكر عن شقراء والدرعية اشياء في فترة الحملات المصرية التي قادها إبراهيم باشا 1204-1264هـ.
- بالرغم من أن أحمد بن محمد المنقور أقدم من ابن غنام وابن بسام إلا أنه لم يغفل عن ذكر شقراء في كتابه الذي حققه عبد العزيز الخويطر في حوادث عام 1099هـ.

وقد أسهب في ذكر شقراء إبراهيم بن صالح بن عيسى في تاريخه الذي حققه حمد الجاسر، وأصدرهً عن دار اليمامة بالرياض، وكتابه الآخر من عقد الدر.
- رصد أمين الريحاني شقراء حين مروره بالمنطقة في كتابه تاريخ نجد وملحقاتها، وكذلكخير الدين الزركلي في اثناء حديثه عن الملك عبدالعزيز في كتابه شبه الجزيرة العربية في عهد الملك عبد العزيز، وكذلك حافظ وهبة في كتابه القرن العشرين.
- ترجم عبد الله البسام في كتابه علماء نجد خلال ستة قرون لأكثر من عشرة من علماء شقراء.

حيث أشتهروا بالعلم والتأليف، وكذلك فعل عبد الرحمن بن عبد اللطيف في كتابه
مشاهير علماء نجد.
- ذكر شقراء أيضاً عبد الله فيلبي في كتابه تاريخ نجد المقترن ببحث الوقائع المهمة في سيرة الملك عبد العزيز، وفي بحثه الآخر المسمى THE ARABIA OF WAHHABIS والذي تحدث فيه عن رحلته لأول مرة عام 1336هـ وقابل فيها الملك عبد العزيز في شقراء.
- تحدث كذلك عن شقراء عبد الله بن محمد بن بسام في مخطوطته تحفة المشتاق في أخبار نجد والحجاز والعراق، وكذلك فؤاد حمزة في كتابه المملكة العربية السعودية، وأحمد عبد الغفور عطار في كتابه صقر الجزيرة، وابن عبيد في كتابه تذكرة أولى النهى والعرفان، وحسين خلف خزعل في تاريخ الجزيرة العربية في عهدالشيخ محمد بن عبدالوهاب.
- تحدث عن شقراء ايضاً ج.ج لوريمر الإنجليزي في كتابه عن تاريخ الخليج العربي بقوله:«شقراء مدينة كبيرة يُحيط بها سور عال وسميك له أبراج وأربع بوابات، ومزارع النخيل التابعة لشقراء كثيرة، وإلى جانب الزراعة يشتغل أهلها بالتجارة ويتاجرون مع الكويت بصفة رئيسية والسوق كبير وبه متاجر كثيرة ثم تعرض لجغرافية المنطقة وقراها وسكانها».[3][4]

## أمراء شقراء
- الأمير عبدالرحمن بن محمد بن عبدالرحمن البواردي (شاعر الحب والحرب)[5]
- الأمير عبد الله بن حمد بن غيهب.
- الأمير محمد بن إبراهيم بن يحيى بن غيهب المعروف بالجميح.
- الأمير حمد بن حمد بن يحيى بن غيهب.[6]
- الأمير عبد الكريم بن علي بن محمد بن مقرن (المقرن).
- الأمير محمد بن جماز.[7]

## شقراء والحروب
- عانت شقراء حرب الأتراك على نجد فحوصرت وضربت بالمدافع التركية ولم يستسلم أهلها بل صعدوا إلى مكامن تتمّ منها مهاجمة الاتراك من الأسوار ودمروها مما جعل من الصعب على القوات التركية التقدم والمسير إلى باقي المناطق. توجه الزحف إليهم ووجد أهلها أن لا مجال للمقاومة فرفعوا راية الهدنة والمشاورة فتوقف القصف وتمّ الاتفاق ان لا يتعرض الاتراك للمدينة ولا يدخلوها وأن يؤمن أهلها - شريطة ان لا يتعرض الاتراك للطعن من الخلف حين تقدمهم إلى باقي المناطق وأن يخضع الأهالي للحكم التركي - فلم يجدوا بدًا من القبول فتم الامر وفكّ الجنودالحصار عن المدينة، وذكر عثمان بن بشر في كتابه عنوان المجد في تاريخ نجد بأن من الأحداث التي وقعت في شهر ذي الحجة من عام 1232هـ: " أمر حمد بن يحيى بن غيهب أمير شقراء وناحية الوشم على أهل بلد شقراء أن يحفروا خندقاً حول بلدهم، فقاموا بحفره أشد القيام واستعانوا فيه بالنساء والوالدان لحمل الماء والطعام، حتى جعلوه خندقاً عميقاً، وبنوا على حافته جداراً من ناحية السور ثم ألزمهم كل رجل غني أن يشتري من الحنطة بعددٍ معلوم من الريالات خشية أن يطول عليهم الحصار؛ فاشتروا من الطعام شيئاً كثيراً، ثم أمر على النخيل التي تلي الخندق والقلعة أن تُشذب عسبانها ولا يبقى إلا خوافيها؛ ففعلوا ذلك وهم كارهون لأن أهل البلدة من المشهورين بمساعدة الإمام محمد بن سعود لذلك كثيراً ما يلهج بهم الباشا في مجالسه؛ فخاف أمير شقراء حمد بن يحيى بن غيهب على بلدهم من الترك؛ فألزمهم فكانت العاقبة أن حمدوا الله على ذلك؛ فسلم الله بلدهم بسبب الخندق، وصالحهم الباشا على ما يريدون.[8]

وقعة القرائن: الواقعة في سنة 1170هـ، حيث أجتمع أهل منيخ وسدير والوشم، وأتجهوا إلى شقراء لأنهم أول من ساعد المسلمين، فنازلهم الجنود وناوشوهم القتال؛ فبلغ محمد بن سعود الخبر فنهض إليهم ابنه عبد العزيز ومعه عدد من الجنود، وأرسل إلى أهل شقراء يخبرهم بذلك وواعدهم على عدوهم، وكمن كميناً قائلاً لأهل شقراء:«ناشبوهم القتال» فناشبوهم القتال، ثم خرج عليهم الكمين فانهزم الجنود راجعين إلى بلد القرائن؛ فقُتل منهم خمسة عشر رجلاً منهم حمد المعي من أهل حرمة، ومانع الكبودي، وسويد بن زايد من أهالي جلاجل، وحاصروهم في القرائن عشرين يوماً، لكنهم لما علموا بقرب ابن صويط منهم هربوا إليه.

## مكانة شقراء العلمية
ظهرت العديد من الشخصيات في شقراء، والتي تبوأت مكانة علمية بعد اتساع نطاق الدعوة الإصلاحية مثل:
- الشيخ عبد العزيز بن عبد الله الحصين (1154-1237هـ) تولى القضاء في شقراء، ومنطقة الوشم عامة، وفي عهد الدولة السعودية الأولى، حيث كان من أوائل من وفد إلى الدرعية، هو وأخوه محمد الذي تولى قضاء الوقف بالقرائن المجاورة لشقراء من الجهة الجنوبية، وقد ظهرت عليه علامات الذكاء مما دفع الشيخ محمد بن عبدالوهاب إلى ترشيحه لمجموعة من المهام: حيث ولاه قضاء شقراء والوشم للإمام عبدالعزيز بن محمد بن سعود، ثم استمر قاضياً للحكام بعده من آل سعود طوال فترة الدولة السعودية الأولى، وقد ارتفعت مكانته لدى الأهالي، وأصبحت شقراء منذ تولى قضاءها وقضاء الوشم تشمل السر والدوادمي والقويعية مع الوشم محط اهتمام طلاب العلم بعد الدرعية، وكما وقف معه الأهالي حيث قاموا باستضافة طلاب العلم وإكرام وفادتهم؛ فأوقفت بعض المنازل عليهم، وثمار النخيل والزروع رغبةً في تشجيعهم بتحصيل العلم، وتخفيف عناء الغربة عن نفوسهم، وحتى أن الكتب أُوقفت عليهم، واستقدموها من البلاد التي تصلها قوافلهم التجارية، وكان الشيخ يجلس لطلابه في بيته، والمسجد الجامع على طريقة مشايخه بالدرعية من بعد صلاة الفجر حتى ترتفع الشمس ثم يتناول ما تيسر من قهوة وغذاء في بيته، أو في بيت أحد الأعيان، ثم يجلس قرابة الساعة لكبار الطلبة والمتقدمين علمياً، وكان إلى جانب غزارة علمه يملك عقلٌ راجح جعلهُ محبباً لدى ائمة آل سعود؛ فقد أرسلهُ الإمام عبد العزيز بن محمد عام 1204هـ إلى الشريف غالب رغبةً في إنسان عارف حتى يعرف حقيقة مادعوا إليه، وما هم عليه؛ فبعث معهُ الشيخ محمد بن عبد الوهاب رسالة إلى علماء مكة يوضح فيها ماطلبوا، ومشيراً إلى الشيخ عبد العزيز حامل الرسالة بأنه سبق أن وصل إلى مكة في عهد الشريف أحمد بن سعيد، وقد جرى له معه من تبين للتوحيد، وما يدعو إليه الشيخ محمد بن عبد الوهاب.
- عبد الرحمن أبو بطين (1194-1282هـ) الذي برز في عهد الدولة السعودية في الدور الثاني، وكان من تلاميذ الشيخ عبد العزيز الحصين حيث تولى اعمالاً قضائية بدءاً من عهد الإمام سعود بن عبد العزيز في أواخر الدولة السعودية في دورها الأول، ثم الإمام تركي بن عبدالله، الذي أعاد الدولة السعودية في دورها الثاني، ثم مع الإمام فيصل بن تركي الذي طبع كثير من فتاواه في الدرر السنية، ولقد كان الشيخ عبد الله أبو بطين رحمهُ الله موضعاً للدراسات العلمية في المراحل العليا: ماجستير ودكتوراه حيث صدرت رسائل علمية تتحدث عن هذه الشخصية، وكان من أبرز تلاميذه، والذي أخذ عنه العلم المؤرخ عثمان بن عبد الله صاحب كتاب عنوان المجد في تاريخ نجد.
- أحمد بن إبراهيم بن عيسى (1253-1329هـ): والذي برز في عهد الدولة السعودية الثانية، وقد تتلمذ على يد الشيخ عبد الله بن عبد الرحمن أبو بطين، ثم انتقل إلى الرياض ومكة المكرمة وبغداد لزيادة الحصيلة العلمية، ثم سكن مكة في آخر أيام الدور الثاني للدولة السعودية، وقد صار ملازماً لطلبة العلم، ثم الجلوس في المسجد الحرام للتعليم، ثم العمل في تجارة الأقمشة، ولم يقتصر عمله على ذلك، بل تيسر له الاتصال بأمير مكة آنذاك الشريف محمد عون الرفيق الذي محباً للدعوة.
- ناصر بن سعود بن عيسى المعروف بشويمي (1285-1350هـ) الذي درس بشقراء، ثم انتقل إلى مكة؛ فتعلم على بعض علمائها، وقد كان يميل إلى المحسنات اللفظية، والمحسنات البديعية، كقوله في الشاي:

وقد عينهُ الملك عبدالعزيز قاضياً ومرشداً وداعياً إلى الله تعالى في هجرة الحفيرة عند الدعاجين، ثم اعفاهُ الملك من المنصب بعدما قال قصيدة في بدايتها:
وبالفعل رجع إلى شقراء، وذهب للجبل الشمالي يلتقط أحجاراً معينة تعلم منافعها بالهند، فيصنع منه الكحل الجيد ويبيعه في موسم الحج على التجار، والحجاج.
- سعود بن ناصر بن سدحان (1318-1371هـ): وقد برع في الجغرافيا، ومعرفة الأوضاع السياسية، ورسم الخرائط، ومعرفة القارات، وطقوسها، ومناخها، ولعدم توفر الخرائط كان يرسم الخرائط بيده على الأرض في التراب، ثم يحدد الأماكن المعروفة، وقد أخذ عنه هذا العلم الجغرافي كثير من الطلبة الذين دخلوا المدرسة الابتدائية في شقراء بعدما أمر بها الملك عبد العزيز اعتباراً من عام 1354هـ، وفُتحت بتاريخ 1 /1 /1360هـ، كما نشر علمه عندما انتقل إلى الاحساء، وقد اهتم به الأمير عبدالله بن جلوي آل سعود إلى أن توفي بالاحساء.
- سعد بن عبد الله البواردي (1323-1387هـ): سكن بالاحساء ثم توفي فيها، وقد تعلم في مسقط رأسه شقراء على يد شويمي، وقد استغل وجودة في كنف آمراء الاحساء آل جلوي في أن يوسع مداركه العلمية والثقافية بالإطلاع على الصحف العالمية، والعربية، والجرائد، والكتب من البحرين.[10]
- محمد بن عبدالله السليمي صاحب المدرسة التي تنسب إليه في غرب شقراء وقد توفي سنة 1399هـ، وفي آخر عام 1359هـ أمر الملك عبد العزيز بافتتاح أول مدرسة نظامية في شقراء، وكان افتتاحها رسمياً في 2 صفر عام 1360هـ، وأول مدير لها الشيخ عبد المجيد بن حسن الجبرتي، ويعاونه الشيخ عبد الله بن خربوش، والمعلمين: الشيخ إبراهيم الجهيمان، والشيخ إسحاق كردي، والشيخ محمد ثاني العلي، والشيخ سويلم بن نافع الحربي، والشيخ عبد الرحمن بخاري.[11]

## شقراء والأوقاف
كان ديوان الأوقاف القديم في شقراء يسمى ديوان أعمال البر، وديوان الصوام، ودفتر الصوام، وخُص الديوان بالصوام تغليباً له، وهو الأشهر، ويتألف من أربعة دفاتر قديمة، وقد تنوعت الخطوط للعديد من العلماء من القرن الثاني عشر إلى القرن الرابع عشر الهجريين، وقد كان لقاضي الوشم الشيخ عبد العزيز الحصين أثراً جلياً في توثيق أصول هذه الأوقاف، وتحريرها، وقد ذكر الحصين هذه الأوقاف بقوله: " جميع أسبال البر في شقراء) ثم ذكر الأوقاف التي للمدرسة، والدلاء، والسرج، وهذه الأوقاف إما أن تكون صبرة في الدور أو المنازل أو الدكاكين أو غلة نخيل، قمح، أو أشجار أثل أو آبار مياه، وغلة الأوقاف تُصرف على ما يلي:
- المساجد، عمارتها وما يلزم لبنائها وصيانتها.
- ائمة المساجد ومؤذنيها .
- معلمي القرآن ومعلماته.
- المدارس والكتاتيب.
- الصوام لشهر رمضان وغيره كالست من شوال وعاشوراء ويوم عرفة.
- الدلاء والآبار وما يلزمها.
- السرج والمصابيح للمساجد والطرقات.
- الأسبلة والمياه والسقيا.
- بيت المال.
- الفقراء والمساكين.
- المقابر، الأكفان، اللبن.

ويطلق على من يتولى نظارة الأوقاف وجبايتها وصرفها في مصارفها:
- وكيل أسبال الصوام.
- وكيل أوقاف الصوام.
- وكيل الصوام.
- وكيل وقف الصوام.
- وكيل أعمال البر.
- وكيل الأوقاف.[12]

## شقراء والشعر
- برز الكثير من الشعراء في شقراء، ومنهم الشاعر صالح بن عبد الله الصويلح الذي يستذكر مسقط رأسه «الفرعة» بالعديد من الذكريات قائلاً:

- كما برز الشاعر عبد الرحمن بن محمد القاسم الذي عبر عن حزنه بقصيدةٍ لوفاة إحدى زوجاته، وتكنى بأم علي والتي توفيت عام 1373هـ:

كما برز الشاعر عبد الرحمن بن عبد الله بن عمر عبد الكريم، وله قصيدة تجلت فيها معاني الحكمة:

## المعالم الأثرية
- السور القديم ويرجع تاريخه إلى عام 1232هـ، ويأتي بعده خندق قام فوقه شارع يُعرف باسم الحفر، وللسور بقايا شملتها المباني وتُعرف باسم عقدة حيث يُطلق على البناء السميك الطيني، ولهذا السور بابات هما: باب المناخ الواقع في الجهة الشمالية الشرقية، وباب العقدة الواقع في الجهة الغربية، وقد زدو بأبراج للمراقبة والرماية تُقدر بحوالي سبعة وعشرين برجاً بارزة من الخارج، ولقد توسعت البلدة؛ في
- السور الجديد وتم تشيده بعدأقلّ من قرن في 1319هـلصد هجمات ابن رشيد وبعض القبائل، وتبلغ أسواره أكثر 45 برجاً أسفلها حجارة، وأعلاها طين، وقد احتوى السور على بعض المزارع والنخيل الملاصقة للبلدة تحسباً لأي هجوم، وجُعل لهذا السور ثلاثة بوابات رئيسية هي: باب الطلحة في الشرق، وباب العطيفة، وباب هداج في الشرق والشمال، وتعتبر هذه الأبواب المعتمدة اثناء نقل البضائع والمؤن، أما من الجهة الغربية؛ فيوجد منفذان هما: ثقبة القرائن في الجهة الجنوبية حيث تعتبر أصغر من البوابة، ومأخوذة من السور في اتجاه الذاهب لبلدتي القرائن (الوقف-غسلة)، والمنفذ الآخر هو الثقاب في الجهة الغربية، ويبلغ محيطه سبعة كيلومترات، وارتفاعه 12 ذراعاً، وأبراجه 20 ذراعاً، وعلى الجبال المحيطة بها جنوباً وشمالاً توجد ثلاثة أبراج مبنية من الحجر، وقد خُصصت للمراقبة وتقوم بالإشراف الكامل على البلدة.
- أبراج المراقبة على الجبال المحيطة بالبلدة، وهي ثلاثة أبراج هي: برج الحسين الذي بُني في عام 1318هـ، وبرج الشمال وهو أطول وأرفع هذه الأبراج، وقد بُني قبل حملة إبراهيم باشا على منطقة الوشم في حدود عام 1233هـ، وعلى الظهرة الجنوبية يوجد برج واحد.
- مقصورة (مشرفة) تقع في السور القديم في حي سديرة، هي مكونة من ثلاثة أدوار، وأرتفاعها ما يقارب أربعين ذراعاً، ومدخلها من الجنوب الغربي، وتتخذ الشكل الدائري، وقد سُميت بهذا الاسم لأنها تُشرف على جميع الجهات نظراً لأرتفاعها
- السد القديم في شرق البلدة عند ملتقى وادي الغدير مع وادي الريمة.
- الآبار القديمة كالحميضية غرب السور القديم وداخل السور الجديد، والجرعة، والسليمة، والزرعي، والحمدانية، وخبزه، والحميدية.
- مسجد الحسيني هطلت أمطار غزيرة على شقراء في عام 1418هـ مما تسبب في سقوط هذه المأذنة، وقد بلغ تاريخ بناء المسجد أكثر من مئتين وخمسين عاماً، وقد حصل على ترميمات منها ترميم الشيخ محمد الجميح رحمهُ الله.

مسجد سديرة الذي بُني عام 1358هـ، ولهُ مئذنة مربعة الشكل.
- سد وادي الريمة تمّت إقامته في عام 1390هـ.
- بيت السبيعي

وهو منزل وكيل بيت المال في شقراءوهو الشيخ عبد الرحمن بن عبد الل وهو من آل حميد من آل غرير من بني خالد (وهذ البيت من البيوت التاريخية القديمة الغنية بالزخرفة الإسلامية من الداخل والخارج) ويشبه قصر المصمك المشهور، وقد شُيد في سنة 1356هـ، وانتقل إليه بعد الانتهاء من عمارته سنة 1359هـ، ويقع في الجزء الجنوبي الغربي من الاحياء القديمة، وهو على ثلاثة جهات الجنوبية والغربية على شارع الحفر، والجهة الشمالية على سوق القعرة، وقد أشرف على بناء القصر أحد أهالي نجد يُدعى حمد بن قباع من ذوي الخبرة في العمارة ساعدهُ ابنه إبراهيم، وقد سبق لحمد الإشراف على قصور الملك عبدالعزيز بالمربع، وقد تم التحفظ عليه من قبل وزارة التعليم ثم انتقل إلى الهيئة العامة للسياحة والتراث الوطني كمعلم تاريخي بارز له أهميته المنبثقة من أهمية صاحبه.
- البوابات: البوابات الرئيسية الثلاث: باب الطلحة وباب العطيفة وباب العقدة وبوابتان ثانويتان: باب هداج وباب الثقاب.[15][16]

## أهميتها
تعد شقراء من أقدم المدن في الوشم ونجد بشكل عام. وكان لشقراء أهمية جغرافية واقتصادية كبيرة منذ قرون خلت، فموقعها الجغرافي يجعلها ذات أهمية لحجاج بيت الله الحرام؛ وخاصة لسكان الخليج العربي الذين يقصدون الحرمين الشريفين سنويا. أما عن أهميتها الاقتصادية فهي قديماً كانت مركز للتجارة والقوافل إلى الحجاز والشام واليمن والأحساء والعراق وقد أنجبت عدداً كبيراً من العائلات التجارية المشهورة بالسعودية اليوم مثل البواردي (الحديد ومواد البناء) والجميح (وكلاء سيارات جنرال موترز) والسدحان (أسواق السدحان) والعيسى (أجهزه منزلية ومكيفات هيتاشي وجبسون وهاس) والرقيب (أسواق صحارى) والفاضل (شركة الفاضل للسيارات) واليوم هي منطقة زراعية خصبة ويلاحظ زوارها كثرة مزارعها المنتشرة حول المحافظة في العديد من المناطق، وأيضا تكمن أهميتها كعاصمة لمنطقة الوشم.

## الخدمات والمرافق الاجتماعية
أسست وزارة العمل والشؤون الإجتماعية (وزارة العمل والتنمية الاجتماعية حالياً) ممثلة بـالرئاسة العامة لرعاية الشباب (الهيئة العامة للرياضة حاليا) نادياً رياضياً ثقافياً اجتماعياً هو نادي الوشم السعودي سنة 1387هـ، وقد ظل لمدة عام يزاول نشاطاته المتعددة قبل أن يُسجل رسمياً في رعاية الشباب، وقد مرَ النادي بظروفٍ عدة من أبرزها سفر الشباب لمدينة الرياض من أجل إكمال دراساتهم الجامعية، حيث لم يكن من الشباب يقوم محلهم ليحرك أمر النادي؛ فقد ظل معتمداً على التبرعات البسيطة وإشتراكات بعض الأعضاء، وقد ظل الشباب يمارسون نشاطاتهم الرياضية بدون تواجد مقر أو إدارة، وفي يوم 15 /3/ 1395هـ أتفق مجموعة من شباب المنطقة على عقد اجتماع مع الأهالي والمثقفين، والجماهير في متوسطة شقراء ، وتم انتخاب مجلس الإدارة الأول للنادي، وتقدموا بطلب تسجيله ضمن أندية المملكة التابعة لرعاية الشباب؛ فتم تسجيله مبدئياً يوم 29 /7 /1395هـ برقم 68 /6 حيث ظل عاماً كاملاً يتم الصرف على جميع أنشطته الرياضية والثقافية والاجتماعية والفنية من تبرعات الأهالي واشتراكات الأعضاء، إلى أن تم تسجيله رسمياً في يوم 8 /4 /1396هـ
برقم 14 حيث شارك في معظم الألعاب الرياضية.

## وصلات خارجية
- «شقراء» مدينة العلم والتجارة.. موقعها الاستراتيجي على سبعة طرق يبشر بمستقبل مشرق.
- شقراء بلد العلماء والتجارة والتاريخ.